# Ahmed Salah Hosni
Ahmed Salah Mohammed Hosni Hassan (ur. 11 lipca 1979) – były egipski piłkarz występujący na pozycji napastnika.

## Kariera klubowa
Ahmed Hosni jest wychowankiem klubu Al-Ahly Kair. W 1998 wyemigrował do Europy. Podpisał kontrakt z niemieckim VfB Stuttgart. Początkowo grał w rezerwach VfB. Potem jednak otrzymywał więcej szans od trenerów i w sumie w Bundeslidze rozegrał 26 spotkań. Strzelił 2 gole. W lecie 2001 trafił do belgijskiego KAA Gent. Następnie powrócił do kraju, podpisując umowę z Al-Ahly. W lipcu 2004 powrócił jednak na europejski kontynent, a konkretnie do tureckiego Çaykur Rizespor. Po dwóch sezonach odszedł do El Mokawloon SC. Rok później trafił do Ismaily SC, a karierę zakończył w 2008, w chińskim Zhejiang Greentown.

## Kariera reprezentacyjna
Hosni w reprezentacji Egiptu zadebiutował w 1999 roku. Ostatni mecz rozegrał w 2003 roku. Ma na swoim koncie w sumie 30 pojedynków międzynarodowych i 9 bramek. Był także powoływany na Puchar Narodów Afryki 2000 w Ghanie i Nigerii (4 mecze i 1 gol na tym turnieju) oraz na Puchar Narodów Afryki 2002 w Mali (3 mecze, bez bramek). W obu tych imprezach Egipt odpadał w ćwierćfinale.